# Louis Bertereau
Louis Bertereau est un homme politique français né le 24 août 1745 à Saint-Georges-le-Gaultier (Sarthe) et mort en 1796 à Teillé (Sarthe).

## Biographie
Curé de Teillé, il est député du clergé aux États généraux de 1789 pour la sénéchaussée du Mans et siège à gauche, avec les partisans des réformes.